# Olympische Sommerspiele 2000/Teilnehmer (Libanon)
| Gelbes Symbol für Goldmedaillen mit stilisierten Olympischen Ringen | Graues Symbol für Silbermedaillen mit stilisierten Olympischen Ringen | Braundes Symbol für Bronzemedaillen mit stilisierten Olympischen Ringen |
| ------------------------------------------------------------------- | --------------------------------------------------------------------- | ----------------------------------------------------------------------- |
| —                                                                   | —                                                                     | —                                                                       |

Der Libanon nahm an den Olympischen Sommerspielen 2000 in der australischen Metropole Sydney mit fünf Athleten, zwei Frauen und drei Männern, in drei Sportarten teil.
Seit 1948 war es die dreizehnte Teilnahme des asiatischen Staates an Olympischen Sommerspielen.

## Flaggenträger
Der Leichtathlet Jean-Claude Rabbath trug die Flagge des Libanon während der Eröffnungsfeier im Stadium Australia.

## Übersicht der Teilnehmer

### Gewichtheben
Männer
- Khodor Alaywan
Leichtschwergewicht: 290,0 kg, 19. Platz

### Leichtathletik
Männer
- Jean-Claude Rabbath
Hochsprung: 2,15 m (nicht für die nächste Runde qualifiziert)

Frauen
- Lina Bejjani
100 m: 12,98 s (nicht für die nächste Runde qualifiziert)

### Schwimmen
Männer
- Ragi Edde
100 m Freistil: 59,26 s (nicht für die nächste Runde qualifiziert)

Frauen
- Rola El Haress
1:03,26 s (nicht für die nächste Runde qualifiziert)